# Gefecht um den Königshügel
Missunde • Königshügel • Danewerk • Schlei • Oeversee • Jütland • Vejle • Jasmund • Düppeler Schanzen • Fredericia • Helgoland • Alsen • Lundby • Nordfriesische Inseln
Im Gefecht von Ober-Selk und um den Königshügel im Deutsch-Dänischen Krieg gelang es am 3. Februar 1864 dem österreichischen Generalmajor Gondrecourt mit seiner Infanterie-Brigade das Vorgelände zum Danewerk bei Ober-Selk zu besetzen und den strategisch wichtigen Königshügel einzunehmen.

## Ablauf
Nachdem am 1. Februar 1864 die Kampfhandlungen begonnen hatten (siehe Vorgeschichte im Prinzenpalais) sah der erste Tagesbefehl vor: Übergang über die Eider und Vormarsch zur Sorge, für den 2. Februar Übergang über die Sorge und Vormarsch auf die Linie Hütten und Norby.
Am 3. Februar rechnete kaum einer mit einem ernsten Zusammenstoß, weil kein Grund zu sehen war, warum sich die dänischen Streitkräfte vor der eigentlichen Stellung, dem Danewerk stellen sollten. Das in Linie marschierende österreichische Armeekorps unter FML von Gablenz schritt auf Fahrdorf, Ober-Selk und Jagel vor: Die Brigaden Gondrecourt und Tomas voran und die Brigaden Nostiz und Dormus als Reserve dahinter.

### Gefecht bei Ober-Selk
Die Brigade Tomas (Infanterieregiment Nr. 6, Oberst von Feldegg und Infanterieregiment Nr. 80, Oberst Graf Auersperg) besetzten Fahrdorf, weil sich an dieser Stelle ein Ausfalltor des Danewerks befand und man sichergehen wollte, beim Vorgehen gegen Ober-Selk nicht in die Flanke gefasst zu werden. Nun rückte die Brigade Gondrecourt, bestehend aus vier Bataillonen (böhmisches 18. Jäger-Bataillon mit zwei Geschützen, zwei Bataillone des Infanterieregiments Nr. 30 „Baron Martini“ (Oberst Baron Abele) und ein Bataillon des Infanterieregiments Nr. 34 „König von Preußen“ (Oberst Benedek), dazu noch drei Schwadronen Lichtensteiner-Husaren mit sechs Geschützen), vor.
Um 12:15 Uhr passierte die Kolonne Brekendorf und ging auf Ober-Selk vor, als die Avantgarde auf ein dänisches Bataillon traf. Ein Bataillon des Regiments Nr. 30 ging sofort rechts des Weges sich entwickelnd vor, während sich das 18. Jäger-Bataillon (Oberstleutnant von Tobias) von links nährte. Die Dänen dagegen benutzten die in einer Moorlandschaft so typischen Knicks oder Wallhecken, um dort Deckung zu suchen und sich zu verteidigen.
Auf dänischer Seite hatte die 3. Division (Generalleutnant Steinmann) an diesem Morgen drei Bataillons und 4 Geschütze auf Vorposten von Fahrdorf um das Noor herum über Altmühl, Selk bis Jagel stehen. Es gelang hier, den Angreifern empfindliche Verluste zuzufügen. Dennoch schritten die Österreicher weiter vor und standen um etwa 13:30 Uhr vor Ober-Selk. Um 14 Uhr öffnete sich ein Durchgang am Danewerk und dänische Infanterie rückte auf das Vorgelände heraus: Voran das 1. Bataillon des 11. Regiments unter Major Rist, welches nach Ober-Selk vorrückte; das 2. Bataillon des 2. Regiments unter Hauptmann J.C.T. Thalbritzer; das 2. Bataillon des 21. Regiments unter Major O.C.F. Sabye und das Schwesterbataillon, das 1. Bataillon des 21. Regiments unter Hauptmann W. Hackke, welches nach Klosterkro marschierte. Dann noch das 1. Bataillon des 9. Regiments unter Major J. Nørgaer, welches von links durch das 1. Bataillon des 20. Regiments unter Major S.P.L. Schack verstärkt wurde und direkt am Königshügel avisierte. Hier stand den Angreifern nun ein Feind von etwa 24 Kompanien gegenüber. Der Batteriechef der Brigade Gondrecourt, Hauptmann Modricki ging mit seinen Geschützen östlich der Straße auf dem vorderen Plateau nördlich von Ober-Selk in Stellung und unterstützte durch den Beschuss der feindlichen Geschütze auf dem Königshügel. Nachdem die Stellung der Dänen mit Geschützen sturmreif geschossen war, schritt das 18. Jäger-Bataillon zum Angriff auf Ober-Selk und nahm es nach kurzen Widerstand ein.

### Angriff auf den Königshügel
Damit war das Tagesziel bereits erreicht. Doch erkannte Generalmajor Gondrecourt sofort, dass das Dorf nur durch die Einnahme des gegenüberliegenden Königshügels gesichert werden konnte. Auch hier verteidigten die Dänen durch geschickte Ausnutzung der Knicks und empfingen die angreifenden Österreicher nicht nur mit Streugarben, sondern gingen ihrerseits zum Bajonettangriff über. Aber um 16 Uhr wehte die Fahne Österreichs auf dem Königshügel. Während das 18. Jägerbataillon nun auf dem Königshügel blieb, verfolgten die restlichen Bataillone den Feind zurück ins gegenüberliegende Tal. Hier mussten die Österreicher abermals empfindliche Verluste hinnehmen, da sie nun von Gewehrfeuer und Positionsgeschützen vom Danewerk aus beschossen wurden. So zog man sich wieder auf den Königshügel zurück, den man sofort zu armieren begann.

### Gefecht von Jagel
Die Einnahme des teuer erkauften Königshügels war strategisch bedeutend, da durch seine prominente Lage Einblick in die gesamte Danewerk-Stellung genommen werden konnte. Als der Königshügel eingenommen wurde, überschritt auf dem linken Flügel ein Bataillon des Infanterie-Regiments Nr. 34 „König von Preußen“ von Lottorf die Bahnlinie, um gegen Jagel vorzugehen. Um 14:30 Uhr traf man hier auf den Feind. Doch auch hier wurde der Feind rasch mit Bajonettangriffen auf Klosterkrug zurückgedrängt. Hier griff auch die 10. Kompanie des preußischen Königin Augusta Garde-Grenadier-Regiment Nr. 4 in die Kämpfe hilfreich mit ein. Über den Jagel wurden schließlich zwei Danebrogs erobert. Mit zwei dänischen Granatkanonen konnte der Vormarsch zunächst gestoppt werden, als schließlich das 9. Jäger-Bataillon aus der Steiermark von rechts in die linke Flanke des Gegners fasste. Dies bewog die Dänen sich endgültig in das kleine Danewerk zurückzuziehen.

## Resultat
Theodor Fontane erinnerte sich der österreichischen Einheiten noch im deutschen Krieg von 1866 während der Schlacht bei Podol: 

„Podol war durch die Brigade Poschacher, die sogenannte „eiserne Brigade“ (bestehend aus den Regimentern  Martini und König von Preußen und aus dem 18. Jäger-Bataillon) besetzt; es war dieselbe Brigade, die im schleswigschen Kriege den Königshügel gestürmt und durch Wegnahme dieser dominierenden Position zur Eroberung des Danewerks sehr wesentlich beigetragen hatte.“

Durch die Gewinnung des Vorgeländes war es den Alliierten nun möglich, schwere Artillerie zu stationieren. Hier wurde der große Nachteil des Danewerks als mittelalterliche Verteidigungsstellung deutlich. Es war ein Wall- und kein modernes Grabensystem und daher leicht mit Artillerie zu bekämpfen. Dies war einer der Gründe, warum das Danewerk am 5. Februar 1864 aufgegeben werden musste. Siehe dazu den Punkt 5 der Rückzugsbegründung:

„5. dass der Feind mindestens 50000 Mann versammelt hat, und damit das Terrains besetzt hat, welches zur Sicherung durch unsere Vorposten besetzt werden sollte und welches kaum wiedergewonnen werden kann. Auch hat der Feind schon seine Artillerie etablieren können.“

## Ehrenmal Königshügel
Man errichtete den Gefallenen eine Ehrenmal mit dem Epitaph:
Ihren bei Ober-Selk, Jagel, am Königsberg und bei Wedelspang am III. Februar MDCCCLXIV gefallenen Waffengefährten.

Den tapferen Gefährten

Sei dieser Kranz gewunden,

Die hier in fremder Erde

Ihr kaltes Grab gefunden. –

Den braven Kameraden

Voll hohem Heldenmuth,

Die unsern Sieg erkauften

Mit ihrem Herzensblut. –

Heimwärts nach Östreichs Gauen

Schwebt auf des Ruhmes Flügel

Der Name all der Helden

Vom Grab am Königshügel.

Die k.k. Brigade G.M. Graf Gondrecourt

XVIII. Feld-Jäger Bataillon

XXX. Inft. Rgmt. F.M.L. Baron Martini

XXXIV. Inf. Rgmt. König W.I. von Preußen

II. Esk. Fürst Liechtenstein Huszaren N. IX

IV. Pf. Batr.. N. II des I. Art. Rgmts. Kaiser F.J.

I. Zug der Sanitäts-Compagnie.

### Ehrenmal und Bilder

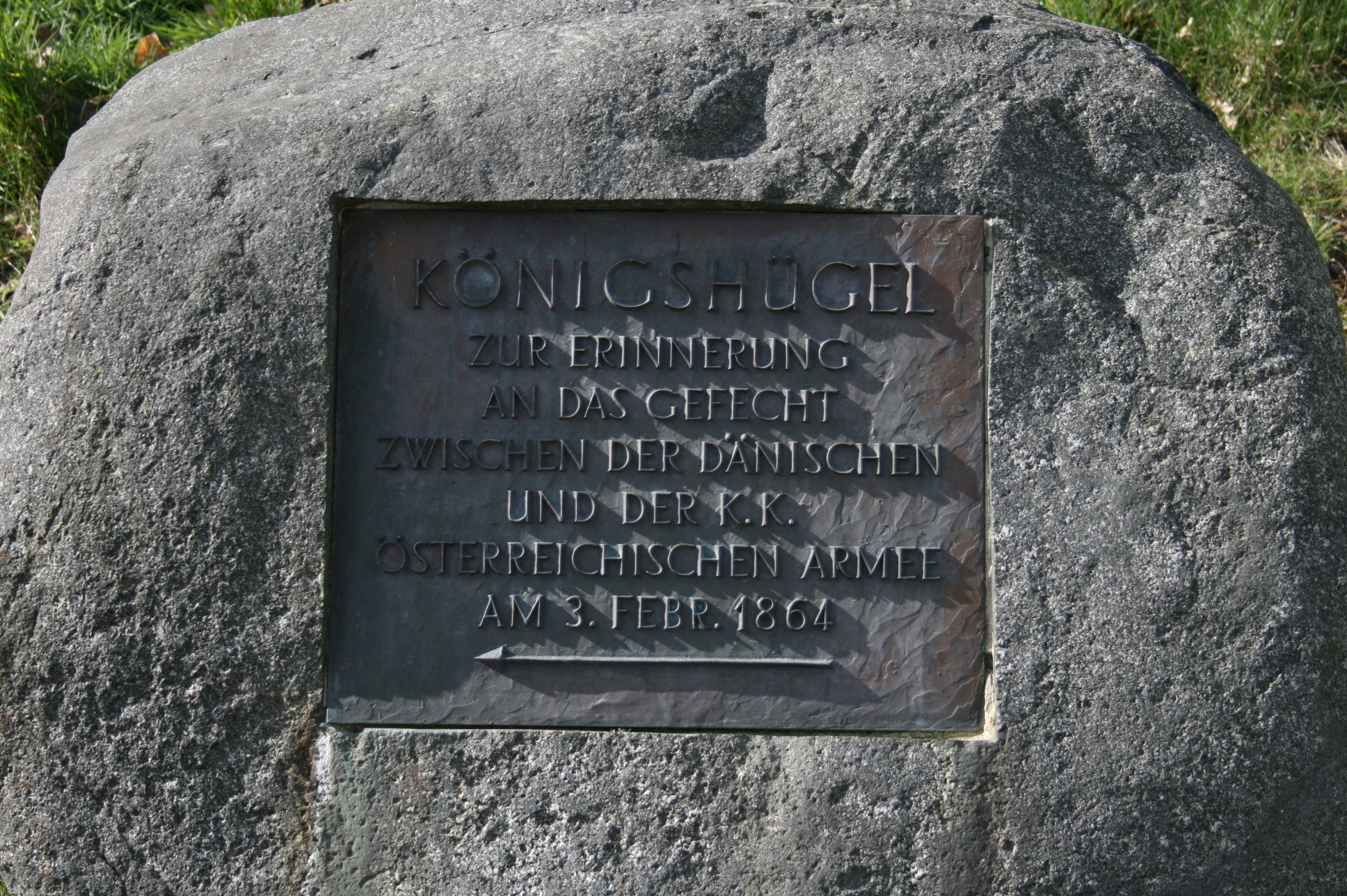
Tafel
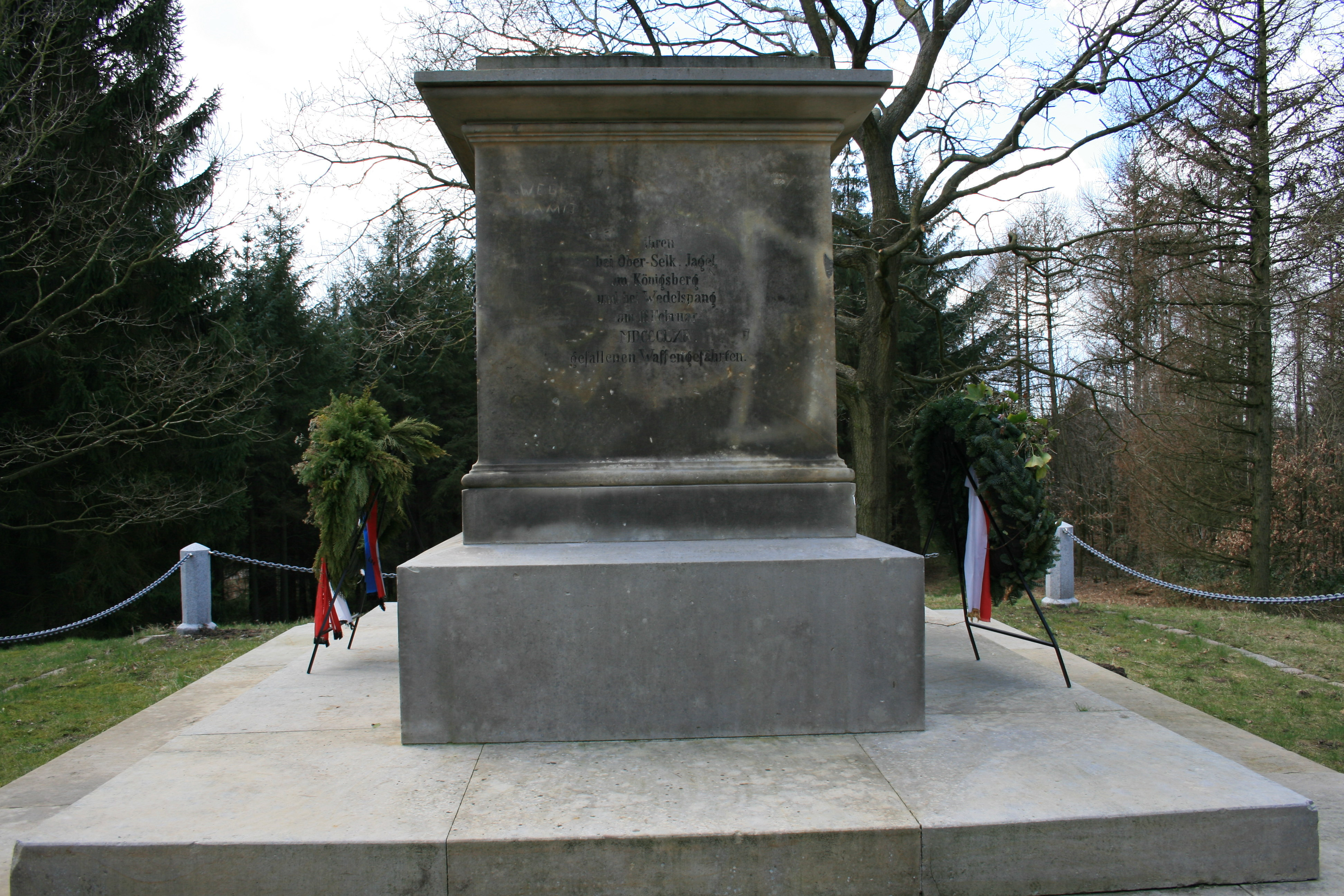
Vorne
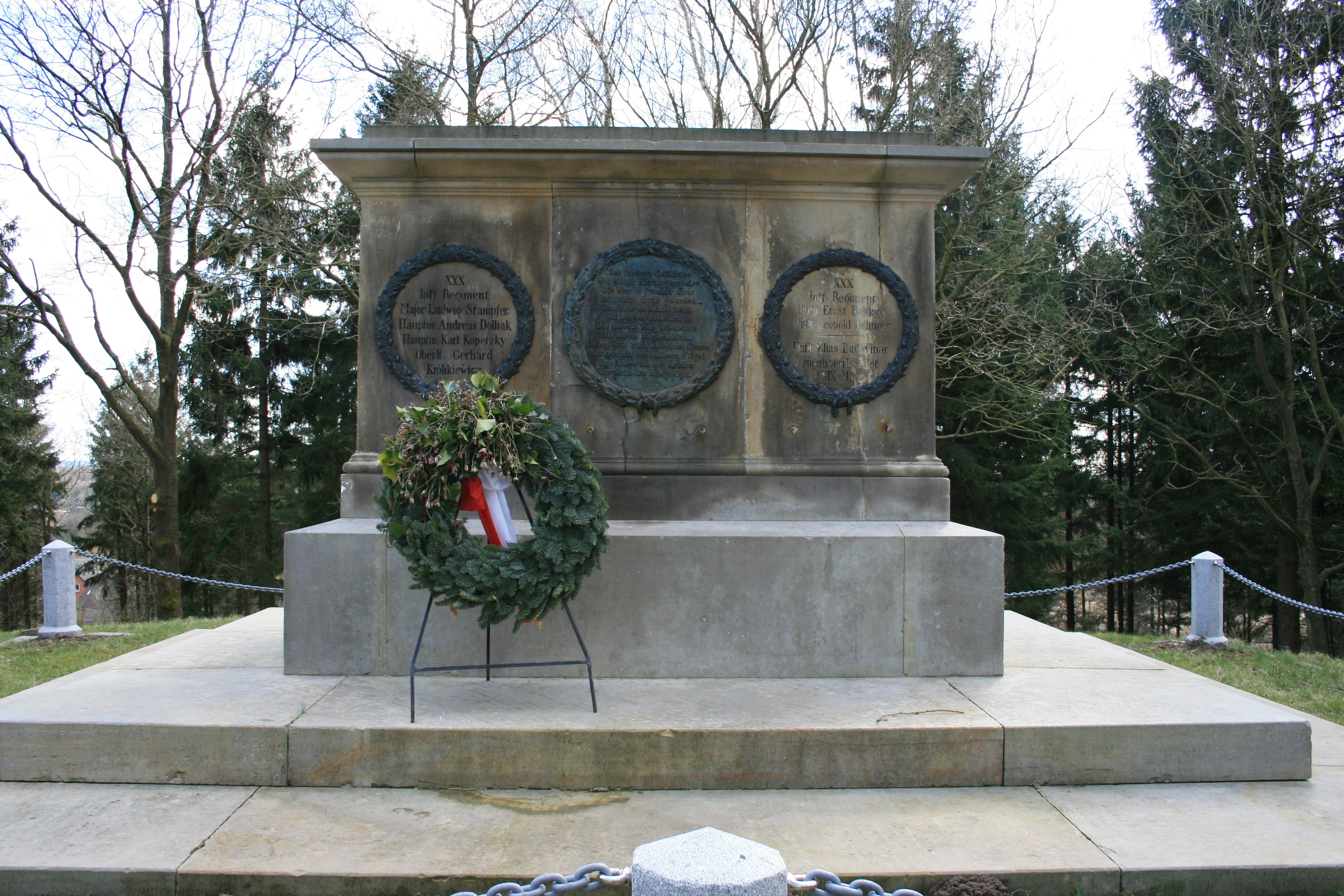
Rechte Seite
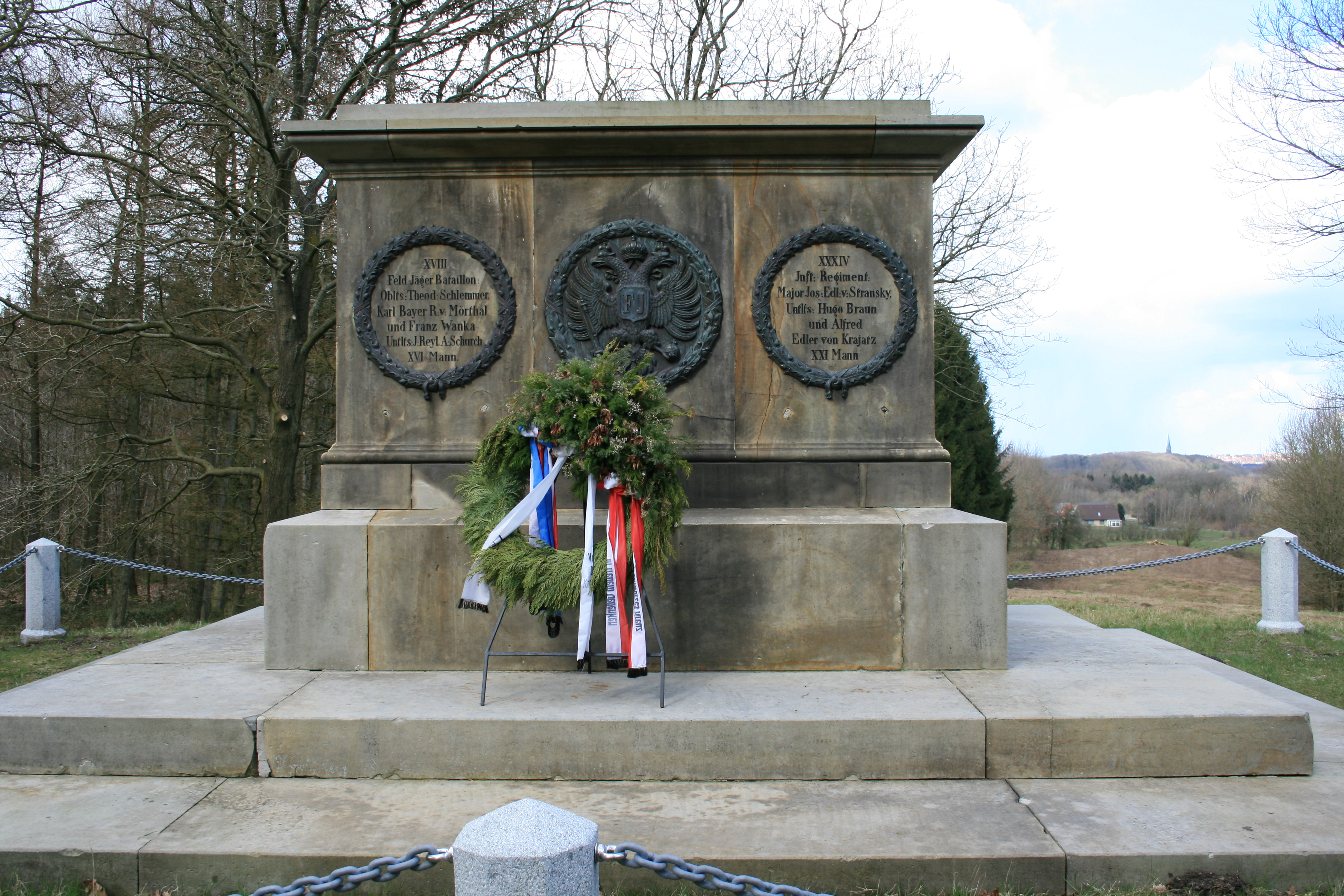
Linke Seite
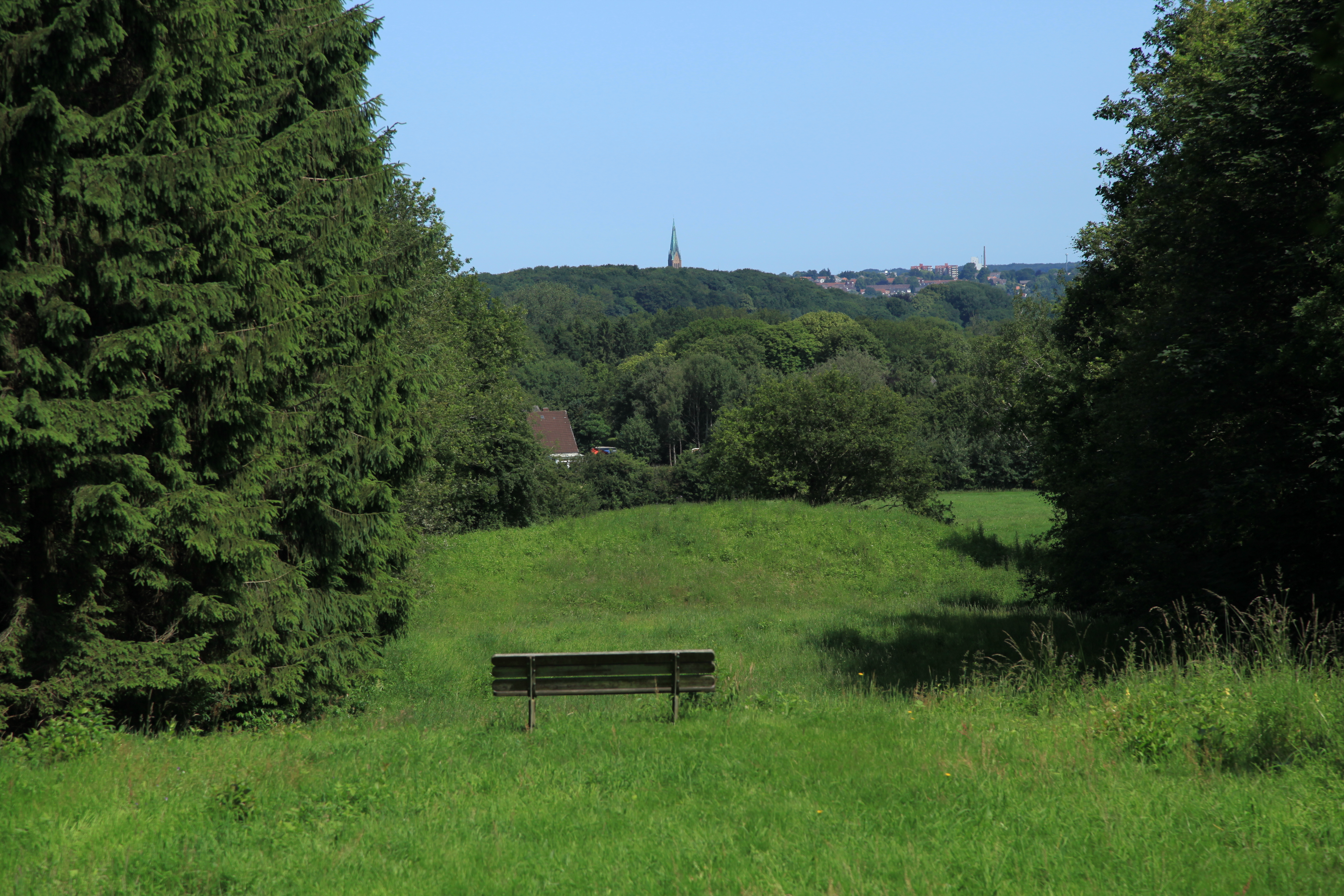
Blick vom Königshügel auf Schleswig hinter dem Danewerk
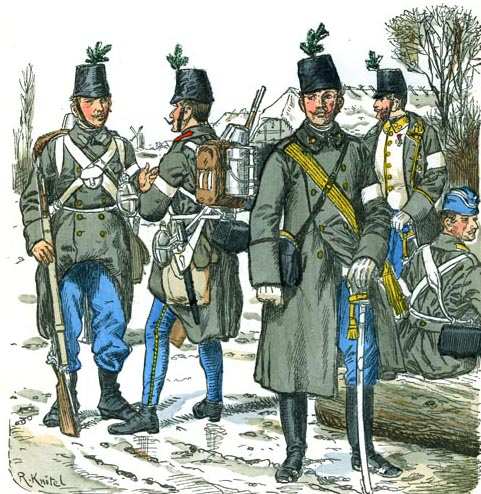
k.u.k. Infanterie von 1864
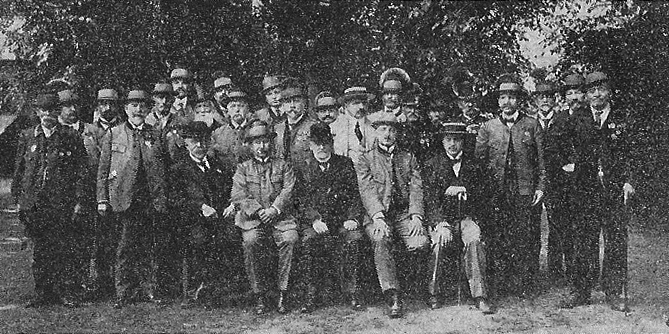
Österreichische Veteranen um 1914